# Lake Hindmarsh
Lake Hindmarsh är en sjö i Australien. Den ligger i delstaten Victoria, omkring 330 kilometer nordväst om delstatshuvudstaden Melbourne. Lake Hindmarsh ligger 74 meter över havet. Arean är 130 kvadratkilometer. Den sträcker sig 20,5 kilometer i nord-sydlig riktning, och 11,0 kilometer i öst-västlig riktning.
Trakten runt Lake Hindmarsh är nära nog obefolkad, med mindre än två invånare per kvadratkilometer. Genomsnittlig årsnederbörd är 411 millimeter. Den regnigaste månaden är juni, med i genomsnitt 70 mm nederbörd, och den torraste är januari, med 11 mm nederbörd.